# Харитонов Петро Тимофійович
Петро Тимофійович Харитонов (16 грудня 1916 — 1 лютого 1987) — учасник німецько-радянської війни, льотчик-винищувач, Герой Радянського Союзу (1941).

## Біографія
Народився 16 грудня 1916 року у селі Княжево (нині Моршанський район Тамбовської області). Здобув середню освіту. Після закінчення педагогічних курсів працював учителем у початковій школі № 12 міста Улан-Уде. Закінчив Батайську військово-авіаційну школу льотчиків 1940 року.
Учасник Великої Вітчизняної війни з червня 1941 року. Льотчик 158-го винищувального авіаційного полку (39-а винищувальна авіаційна дивізія, Північний фронт).
Кандидат у члени КПРС молодший лейтенант П. Т. Харитонов 28 червня 1941 року в повітряному бою над Ленінградом, витрачавши всі боєприпаси, вперше за час оборони Ленінграда застосував повітряний таран, зрізавши пропелером кермо висоти німецького бомбардувальника Junkers Ju 88. У вересні 1941 року у повітряному бою П. Т. Харитонов був тяжко поранений. Повернувся до строю лише 1944 року. Воював до кінця війни у частинах ППО. Усього за час війни у повітряних боях збив 14 літаків супротивника. Член ВКП(б) з 1942 року.
Після війни продовжував службу у ВПС. У 1953 році закінчив Військово-повітряну академію. З 1955 полковник Харитонов — в запасі.
В повоєнний період проживав у Донецьку. Працював у штабі Громадянської оборони міста.
Помер 1 лютого 1987 року. Похований у Донецьку.

## Нагороди
- Звання Героя Радянського Союзу присвоєно 8 липня 1941 «за зразкове виконання бойових завдань Командування на фронті боротьби з німецьким фашизмом і виявлені при цьому відвагу і геройство».[2]
- Нагороджений двома орденами Леніна (08.07.1941; 26.11.1941[3]), орденом Вітчизняної війни I ступеня (11.03.1985),[4] Червоної Зірки, медалями.

## Пам'ять
- Ім'я П. Т. Харитонова носить дружина школи № 31 в Улан-Уде (колишня школа № 12), де він викладав. З 2014 його ім'я носить і сама школа.
- На честь П. Т. Харитонова названо вулицю у Калінінському районі міста Донецька.
- Картина «Таран Харитонова» (худ. В. Пакулін, Н. Пильщиков). Зберігається в Музеї оборони та блокади Ленінграда, потім передано у Державний музей Великої Жовтневої соціалістичної революції[5].